# Trójka (karta)

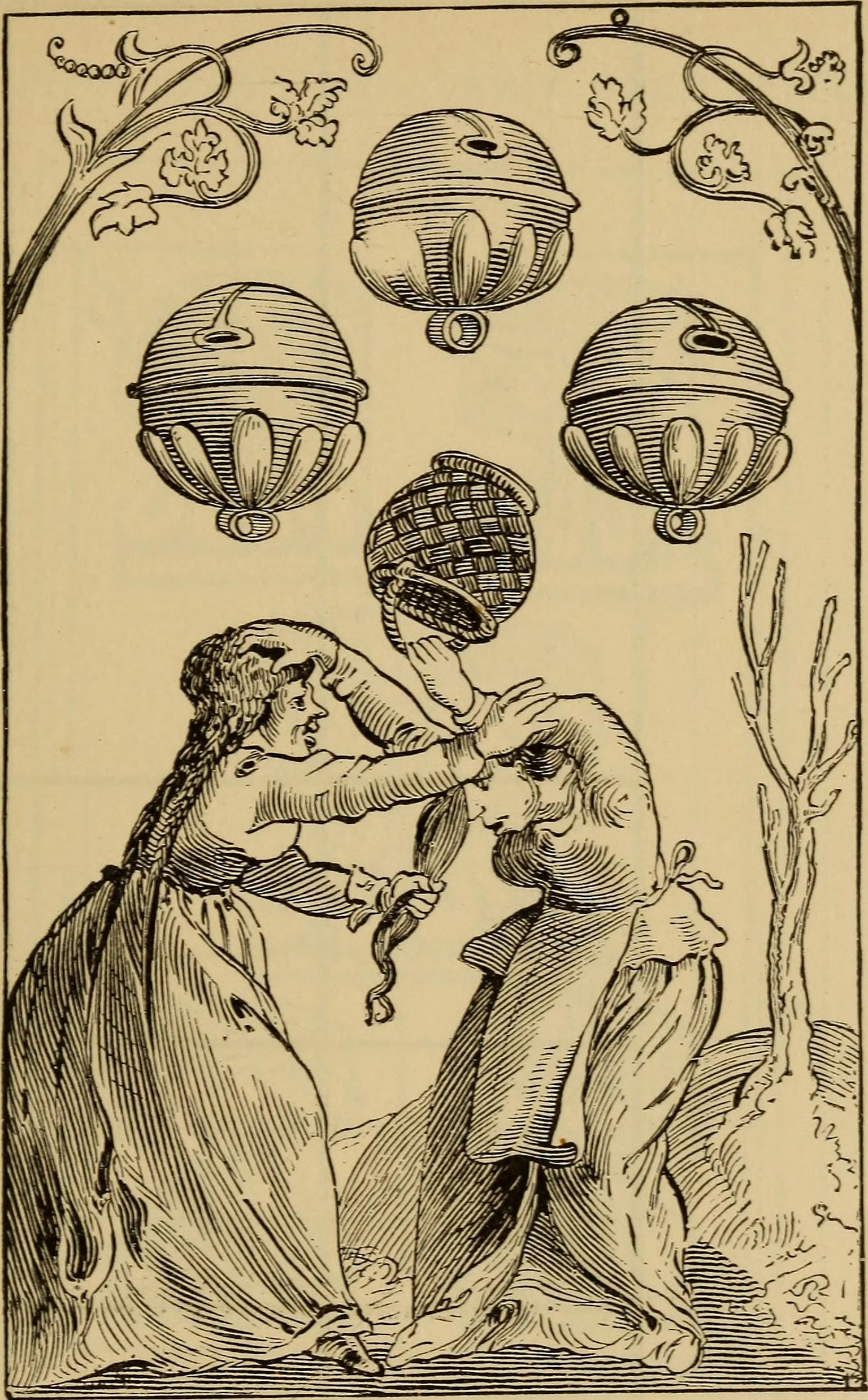
Trójka dzwonków

Trójka – karta do gry tradycyjnie przedstawiająca trzy symbole danego koloru karcianego. W tradycyjnej hierarchii ważności trójka jest liczona jako 3 karta w talii, występującą po dwójce i przed czwórką. Pełna talia kart do gry zawiera cztery trójki, po jednej w każdym kolorze (trefl, karo, kier i pik).
Trójka występowała (aż do XIX wieku) również w kartach polskich i niemieckich. W nich była oznaczana: w przypadku dzwonków i czerwieni jako dwa rzędy (po prawej i lewej stronie) symboli po 1 i jednego symbolu pośrodku, a w przypadku żołędzi i win jako część rośliny posiadającej jedną gałąź po obu stronach i jeden owoc u góry pośrodku.
W Szwajcarii trójka spotykana jest po dziś dzień

## Wygląd kart

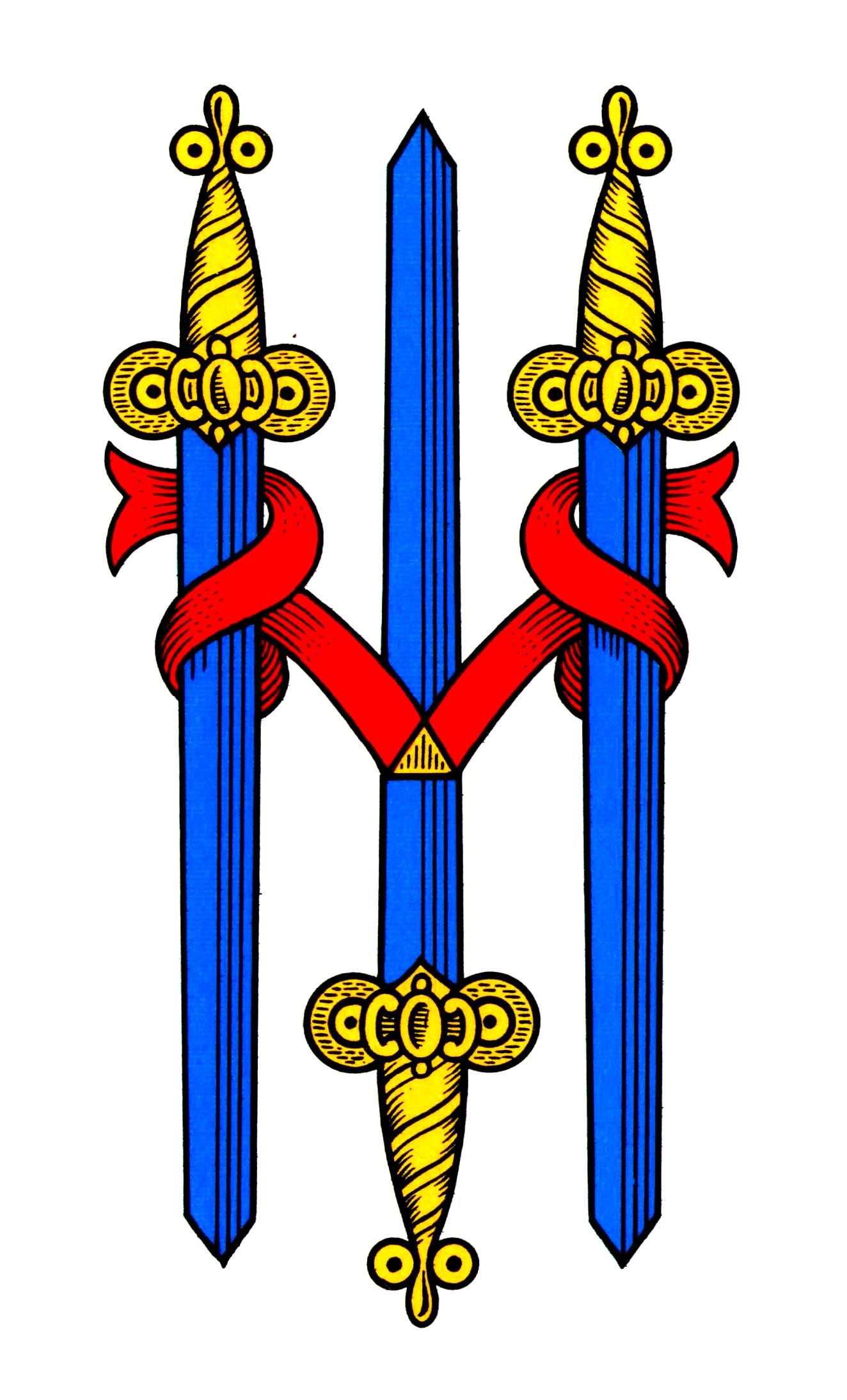
Trójka mieczy
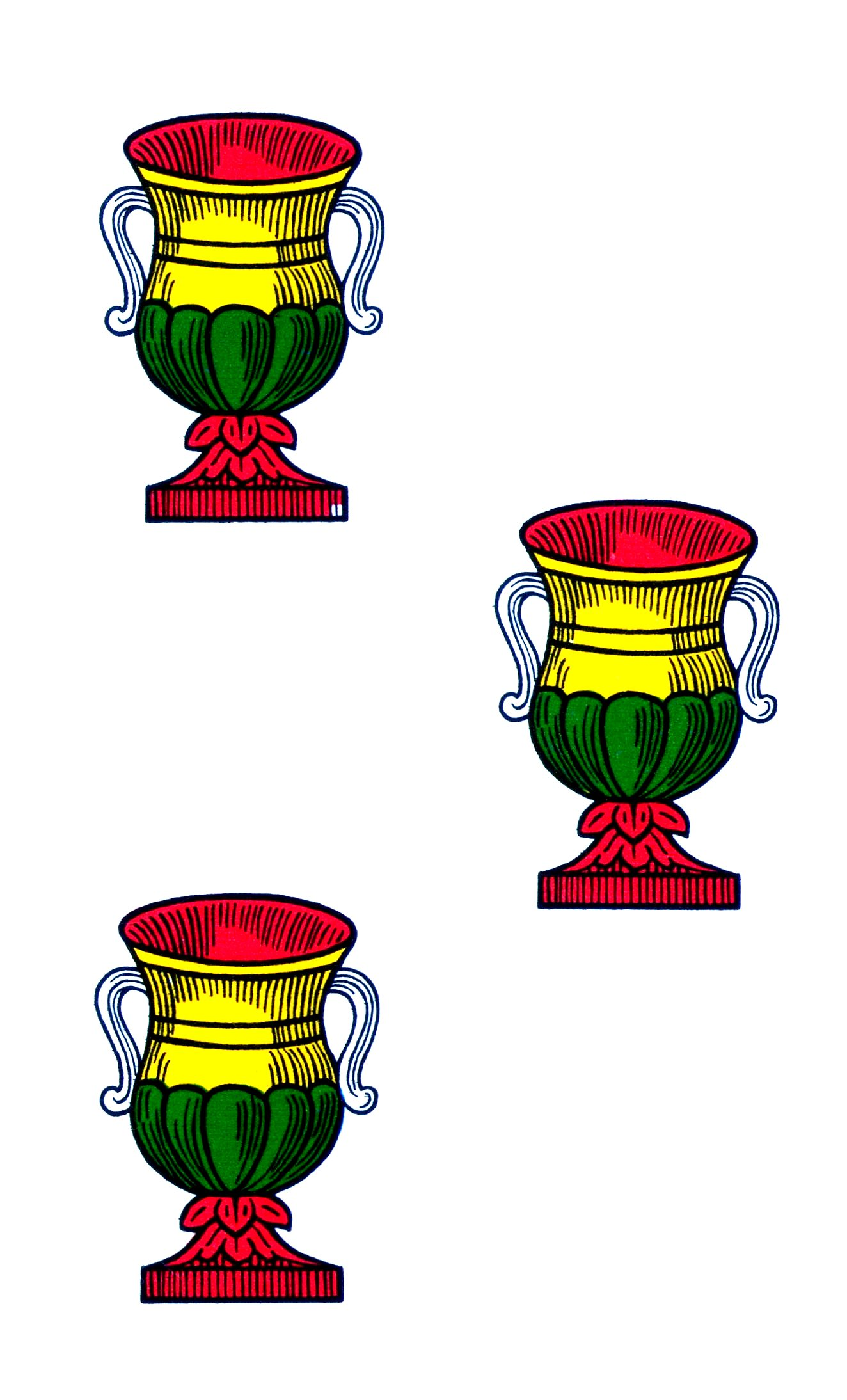
Trójka puszek
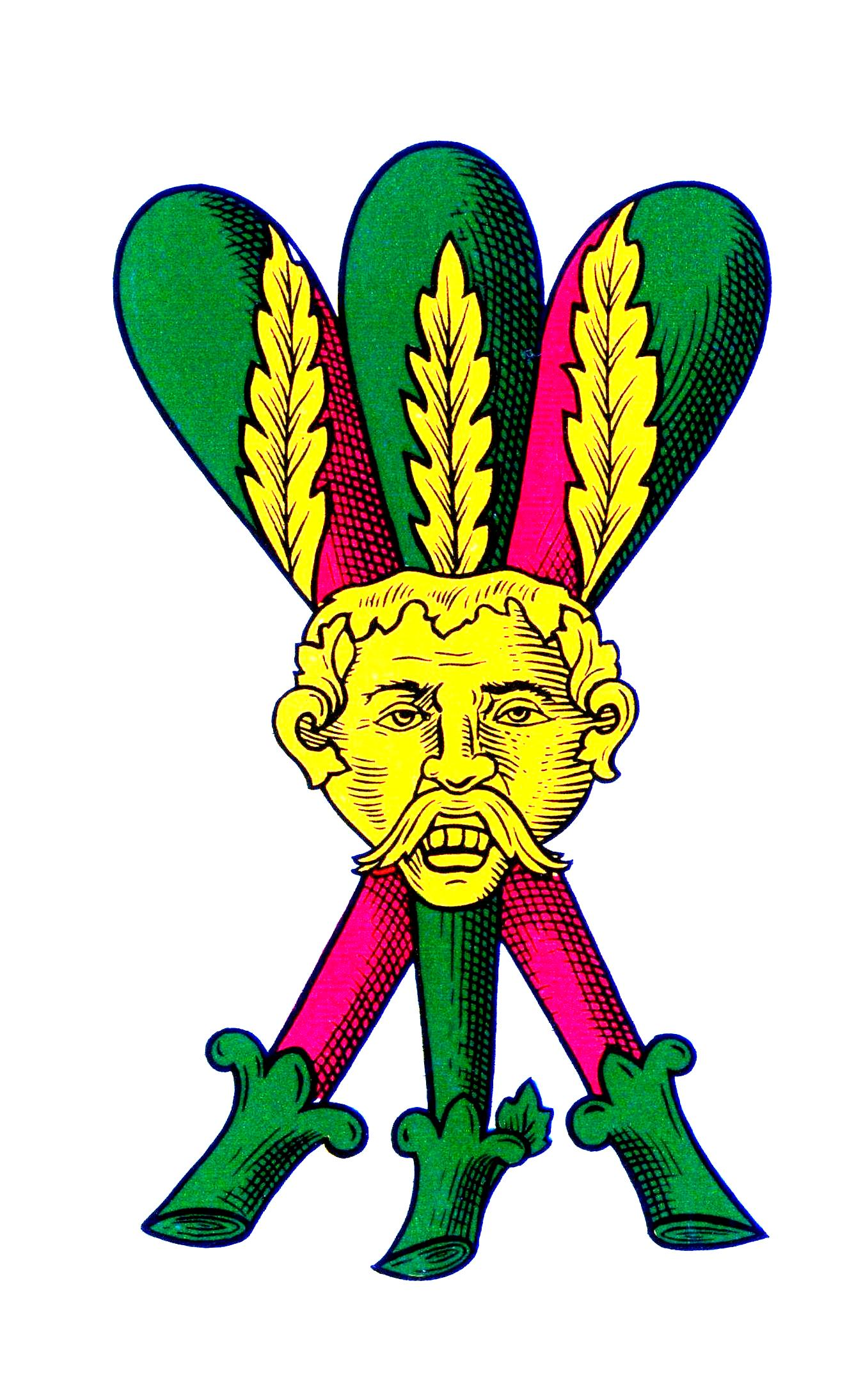
Trójka pałek
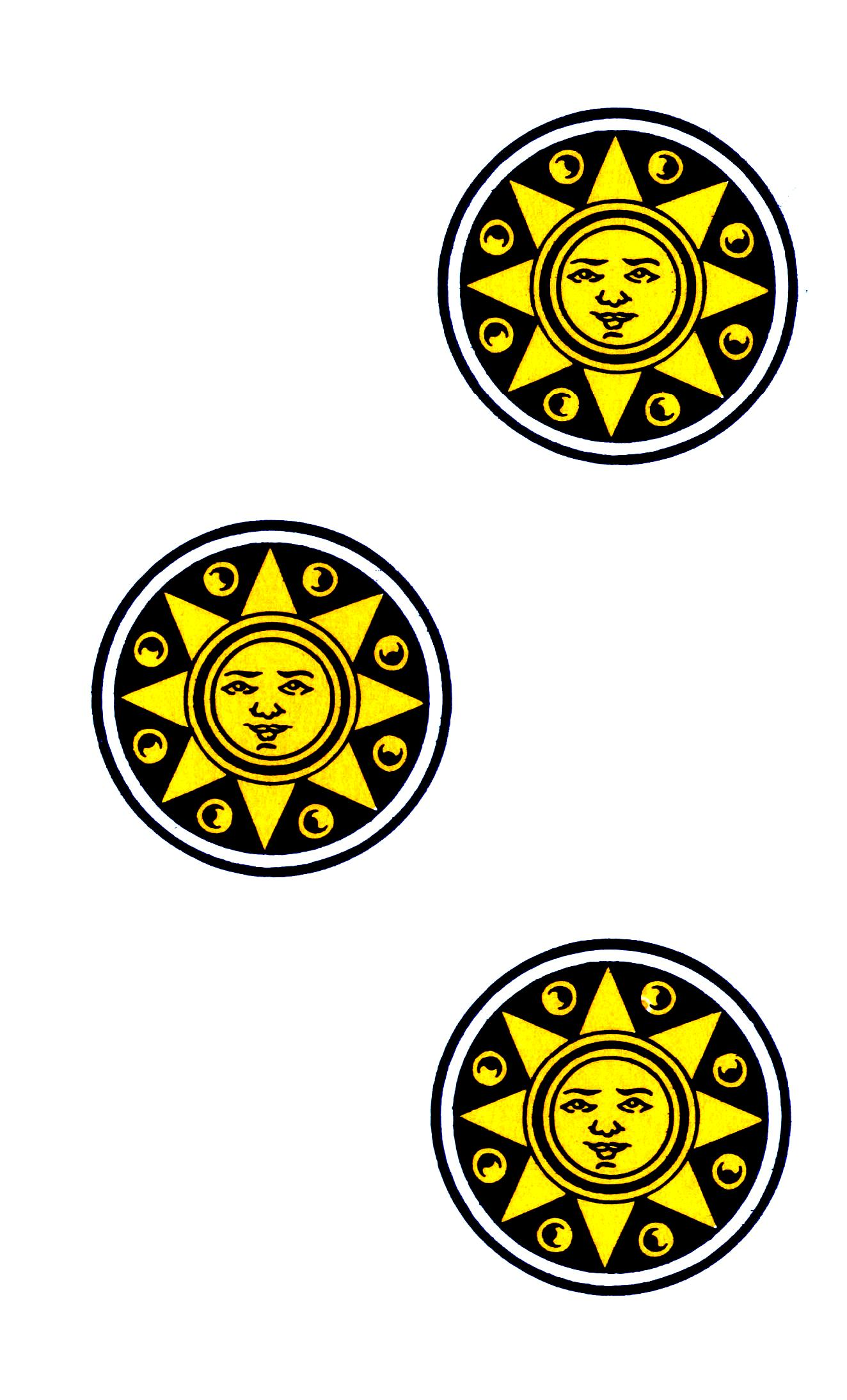
Trójka monet

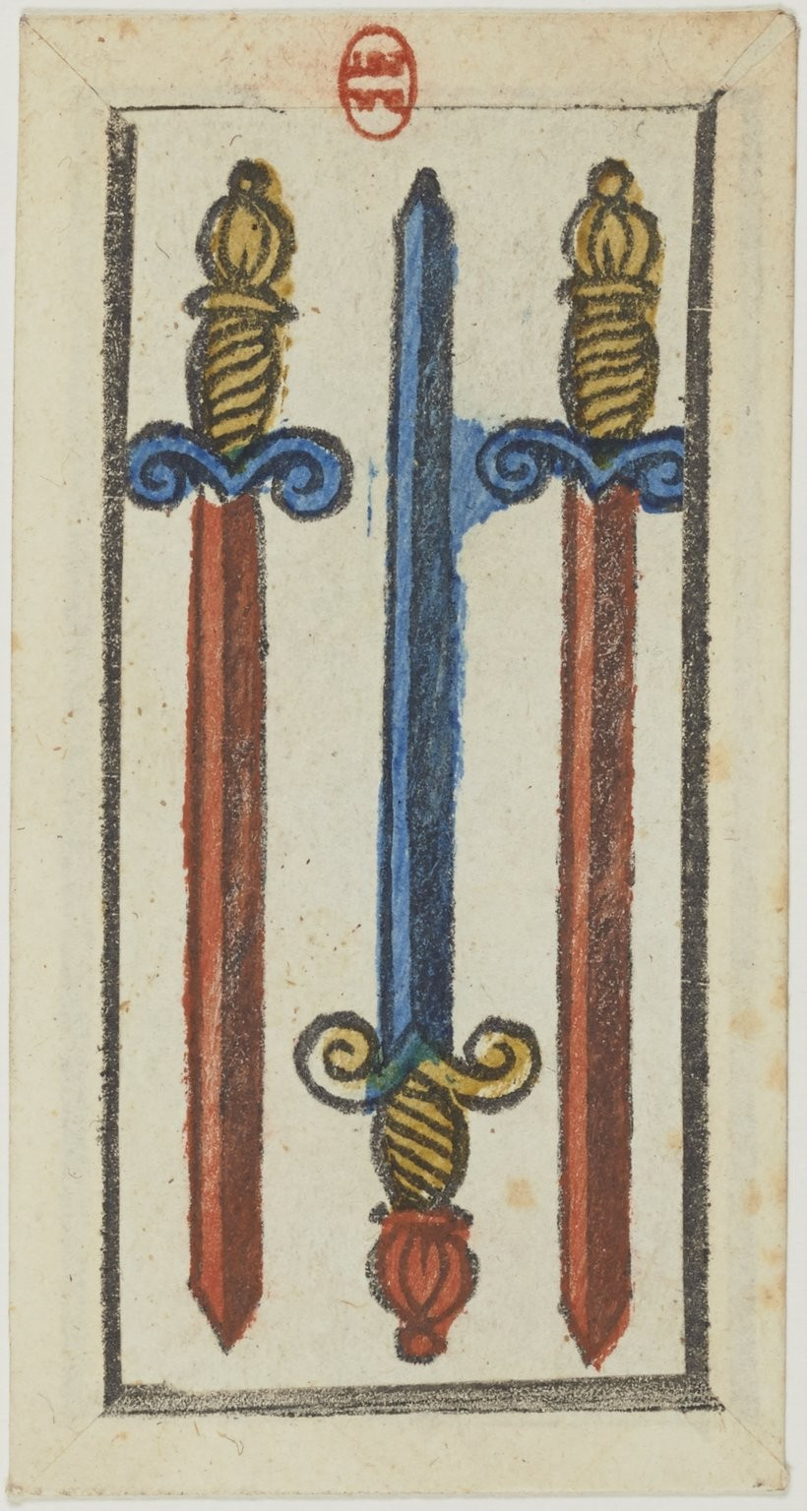
Trójka mieczy
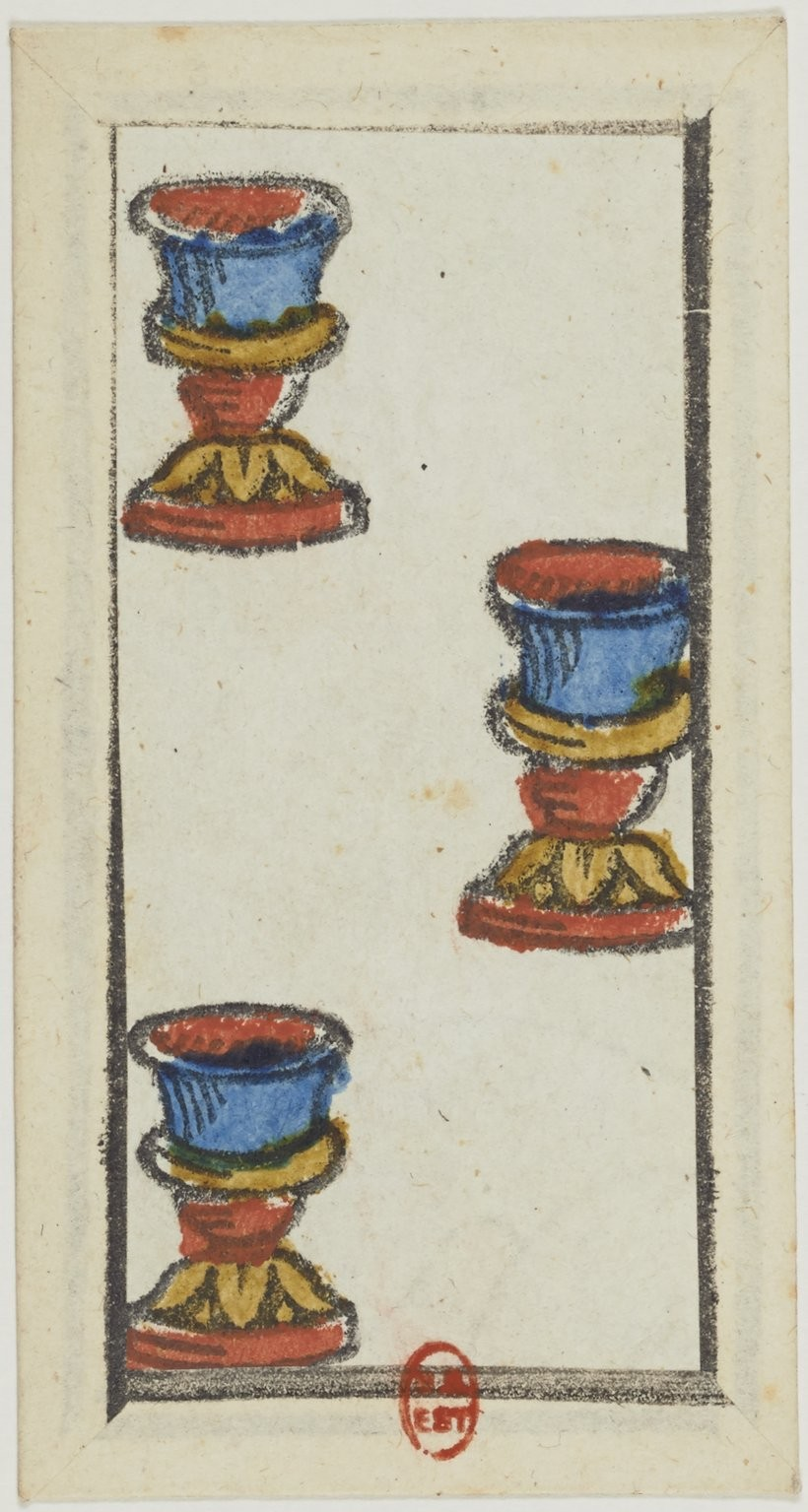
Trójka puszek
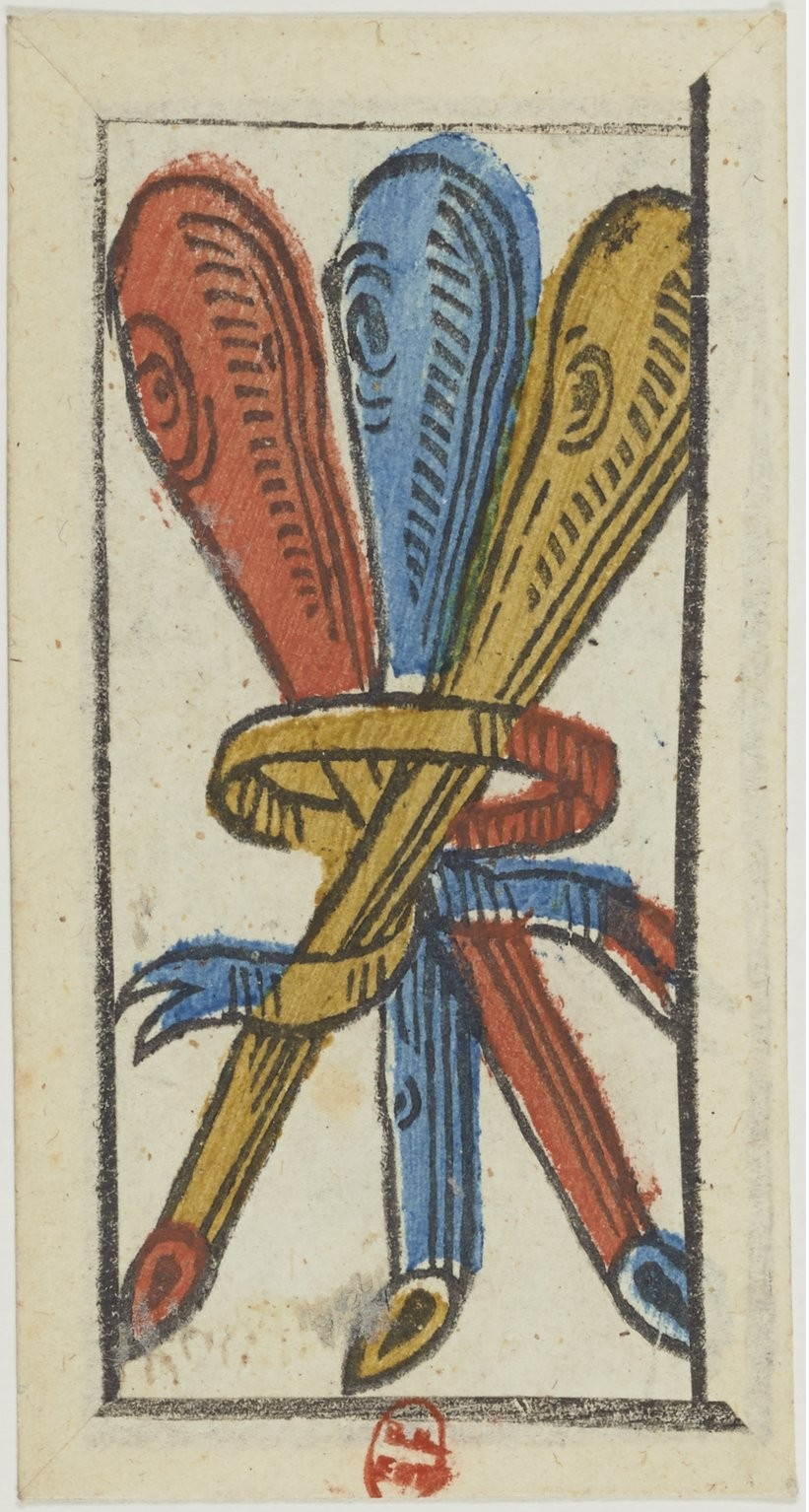
Trójka pałek
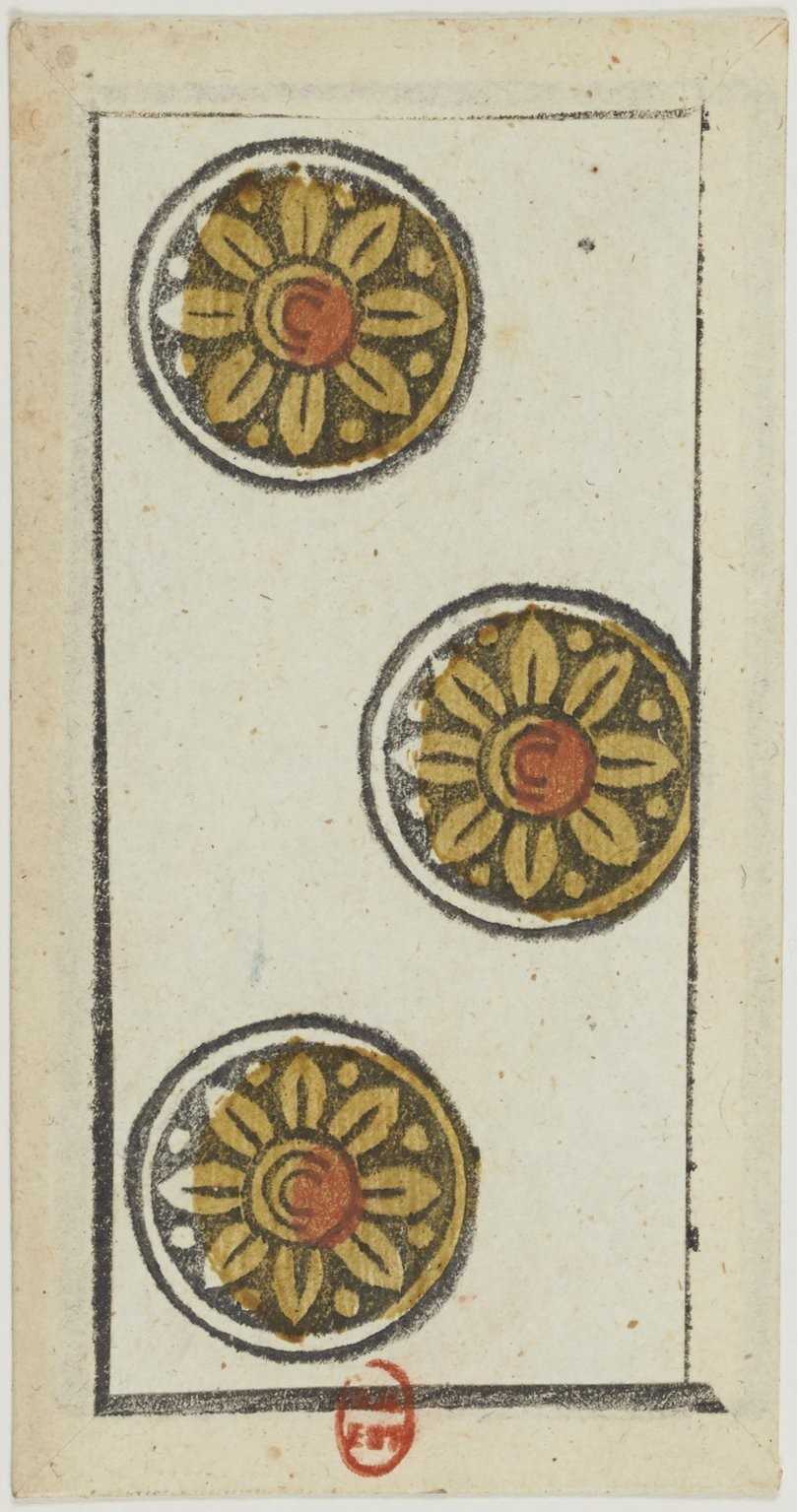
Trójka monet

Wzór międzynarodowy i inne wzory o kolorach francuskich

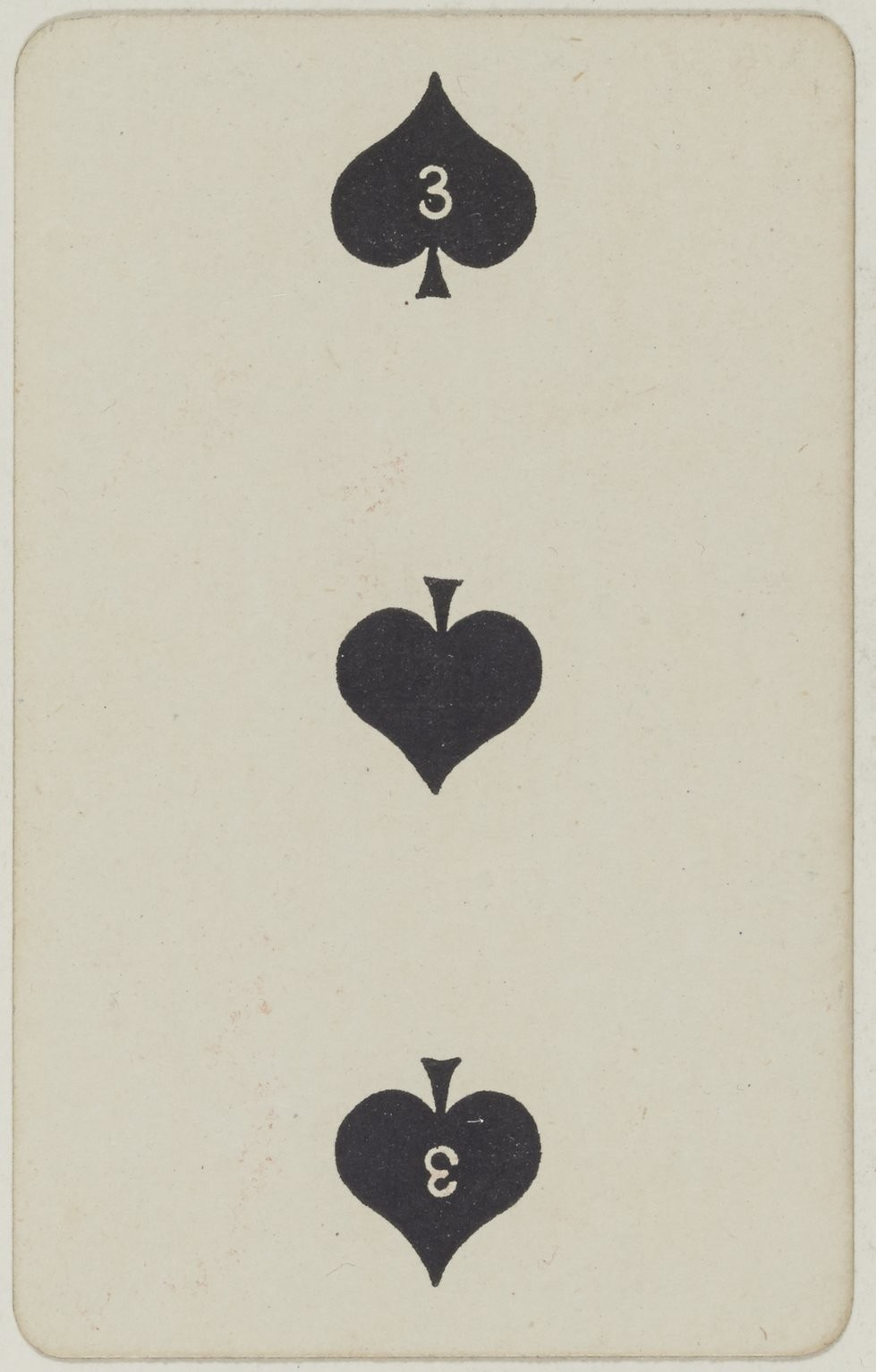
Trójka pik
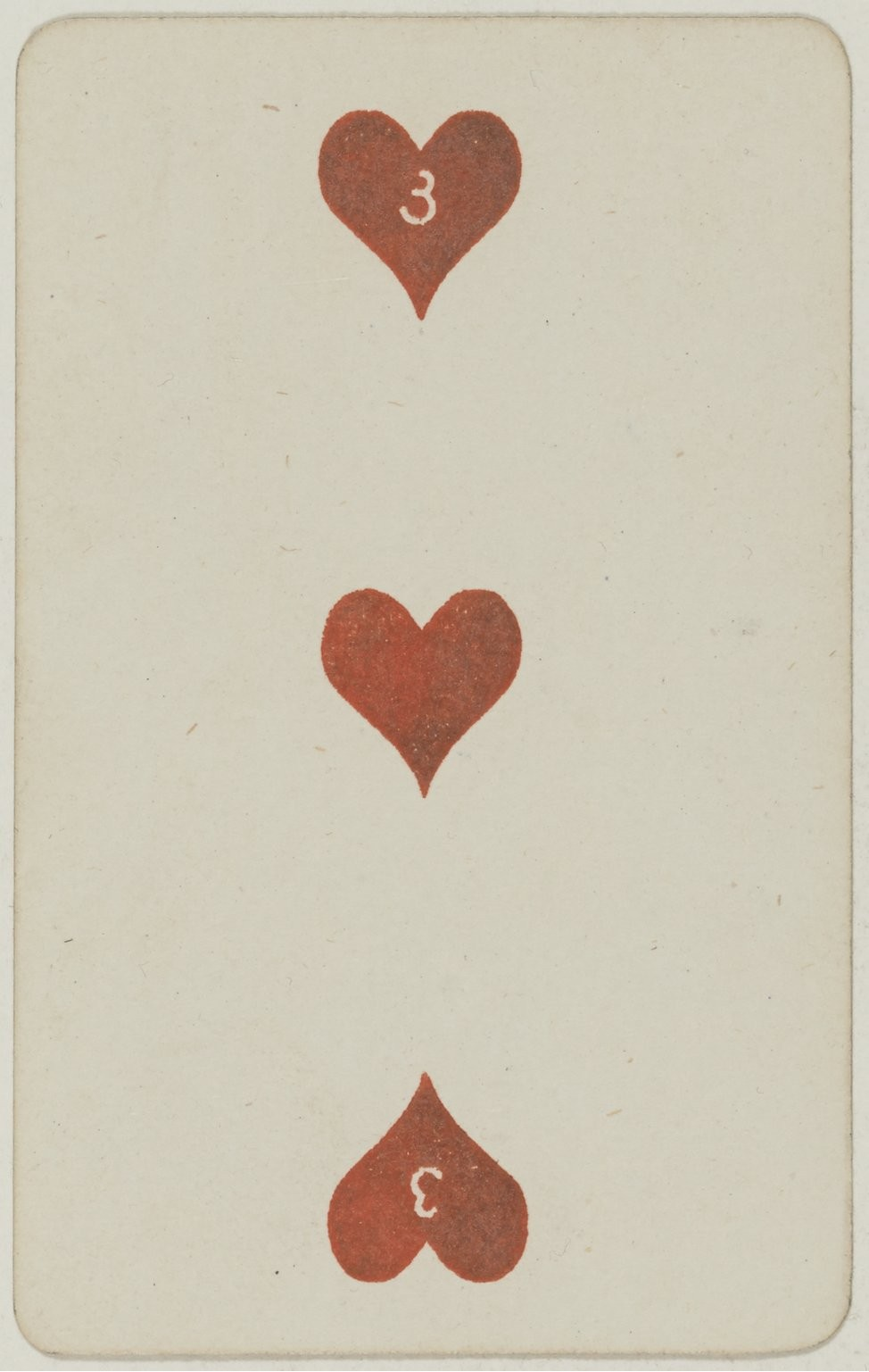
Trójka kier
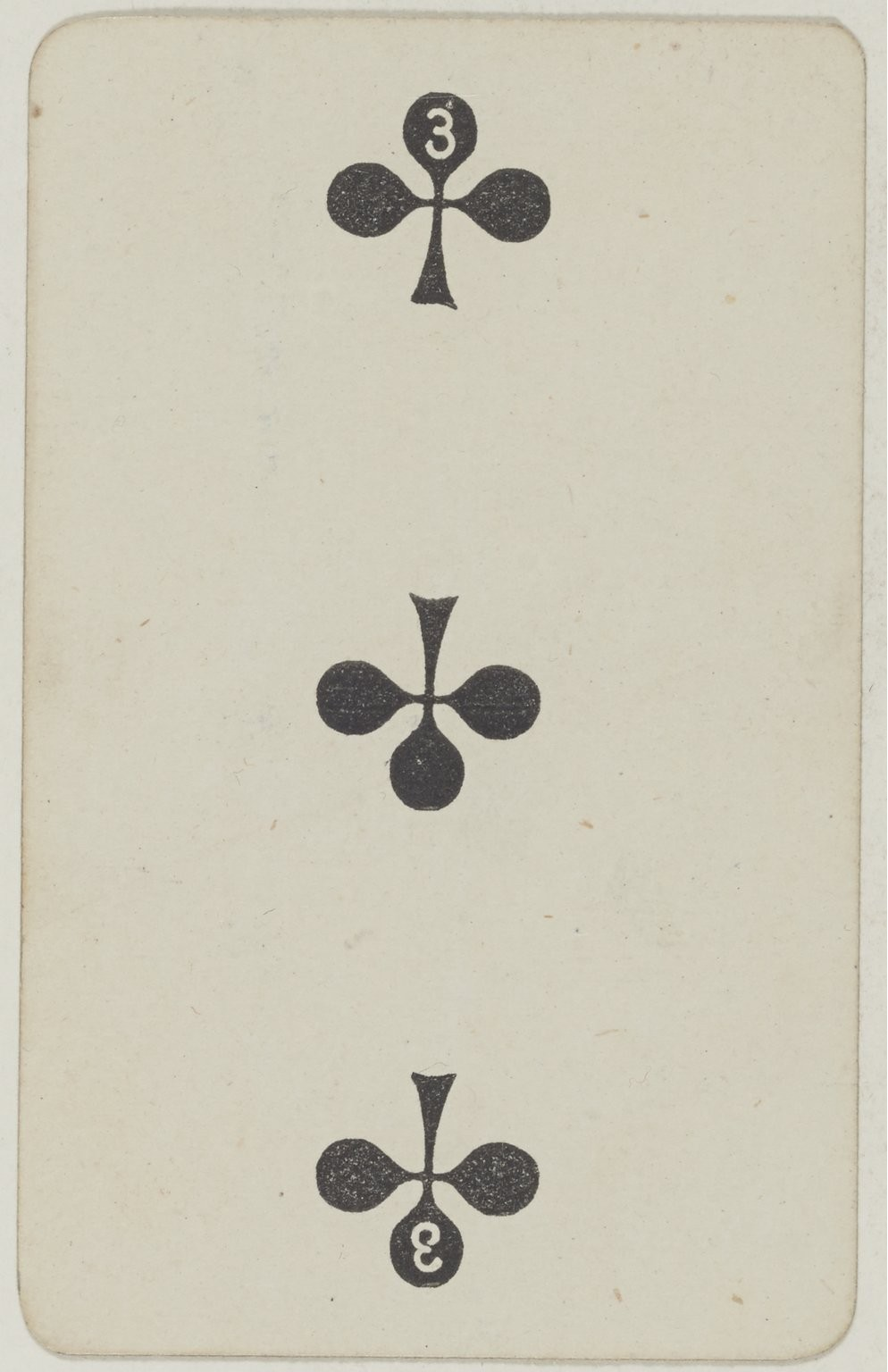
Trójka trefl
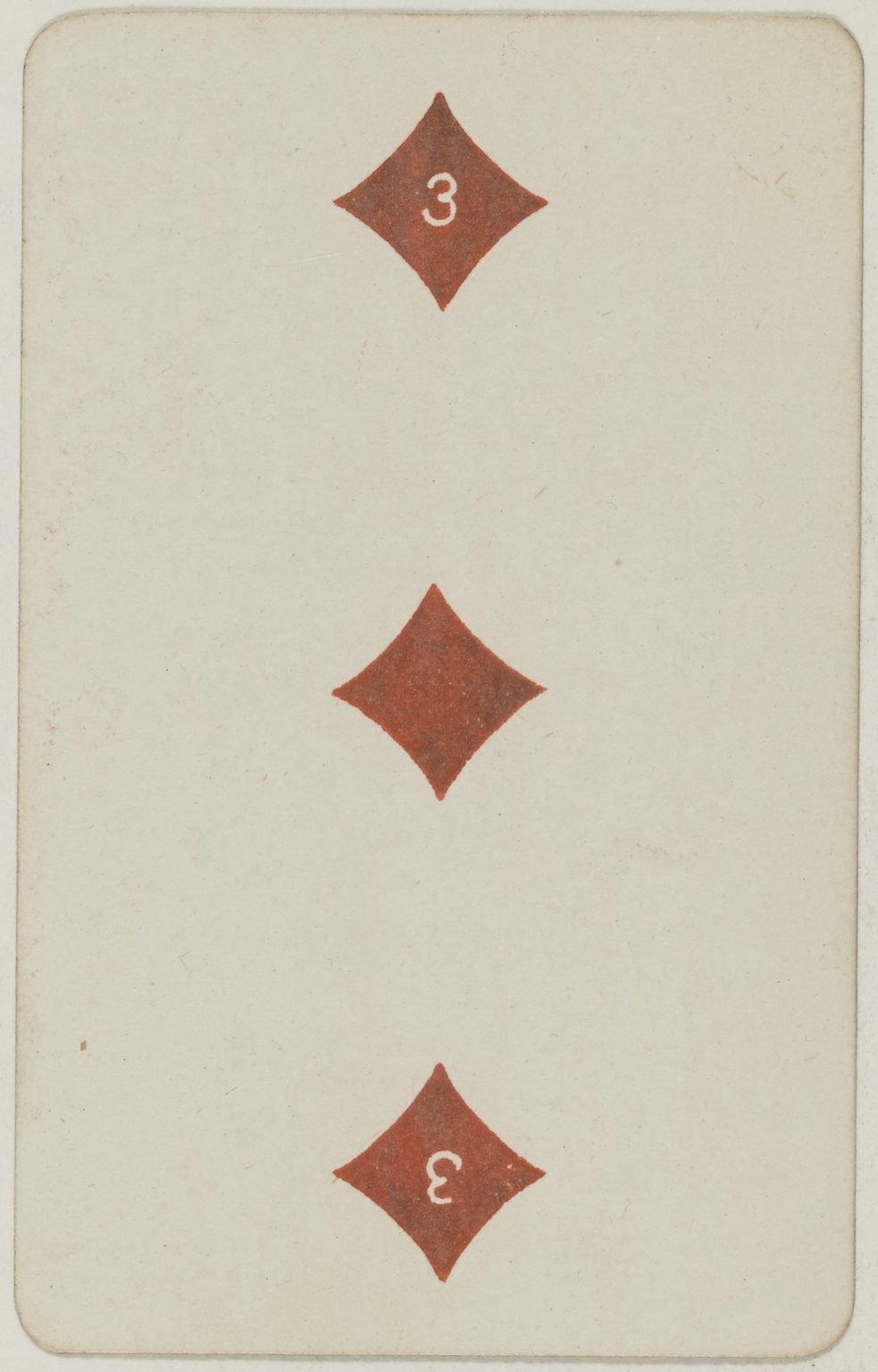
Trójka karo

48 kart niemieckich

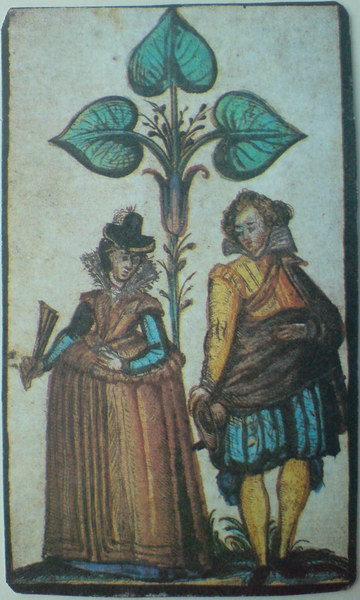
Trójka winna
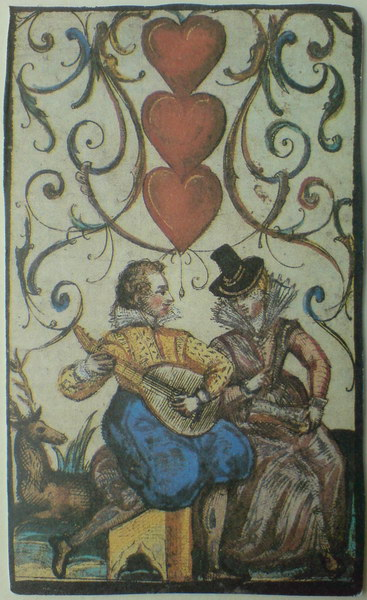
Trójka czerwienna
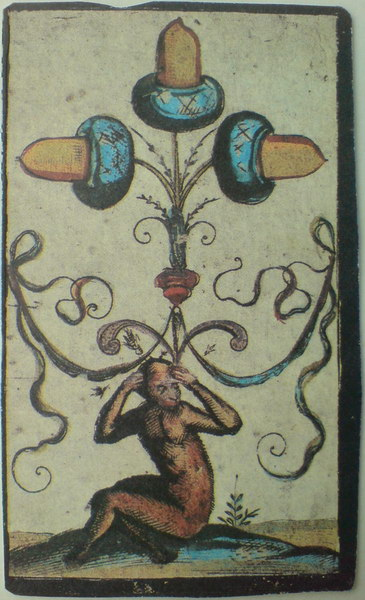
Trójka żołędna
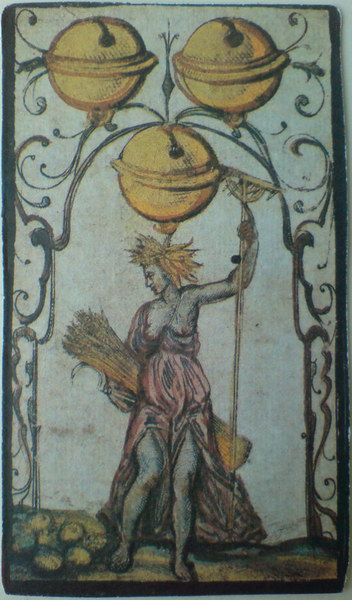
Trójka dzwonkowa

Talia Minchiate i inne wzory o kolorach północnowłoskich i portugalskich

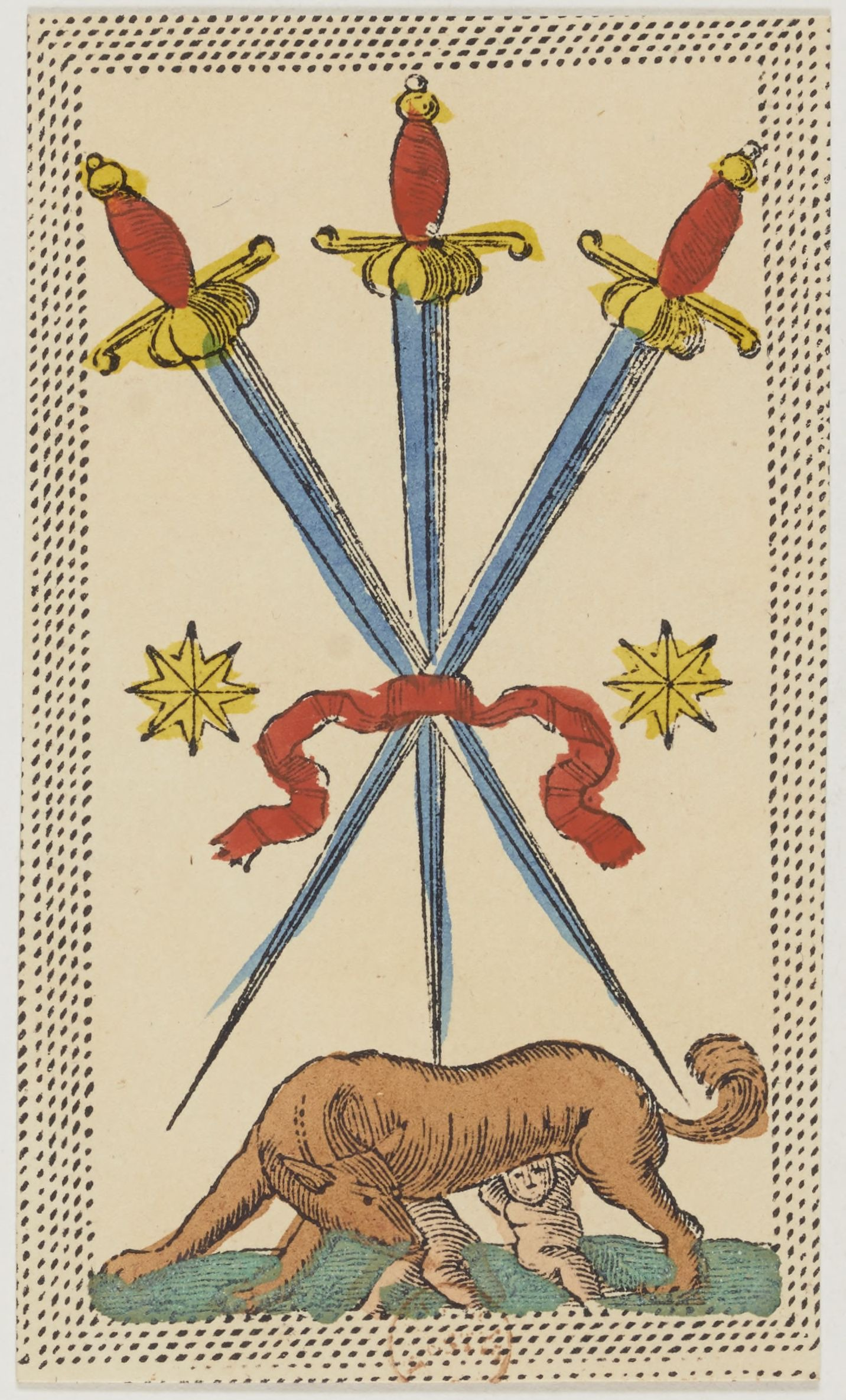
Trójka mieczy
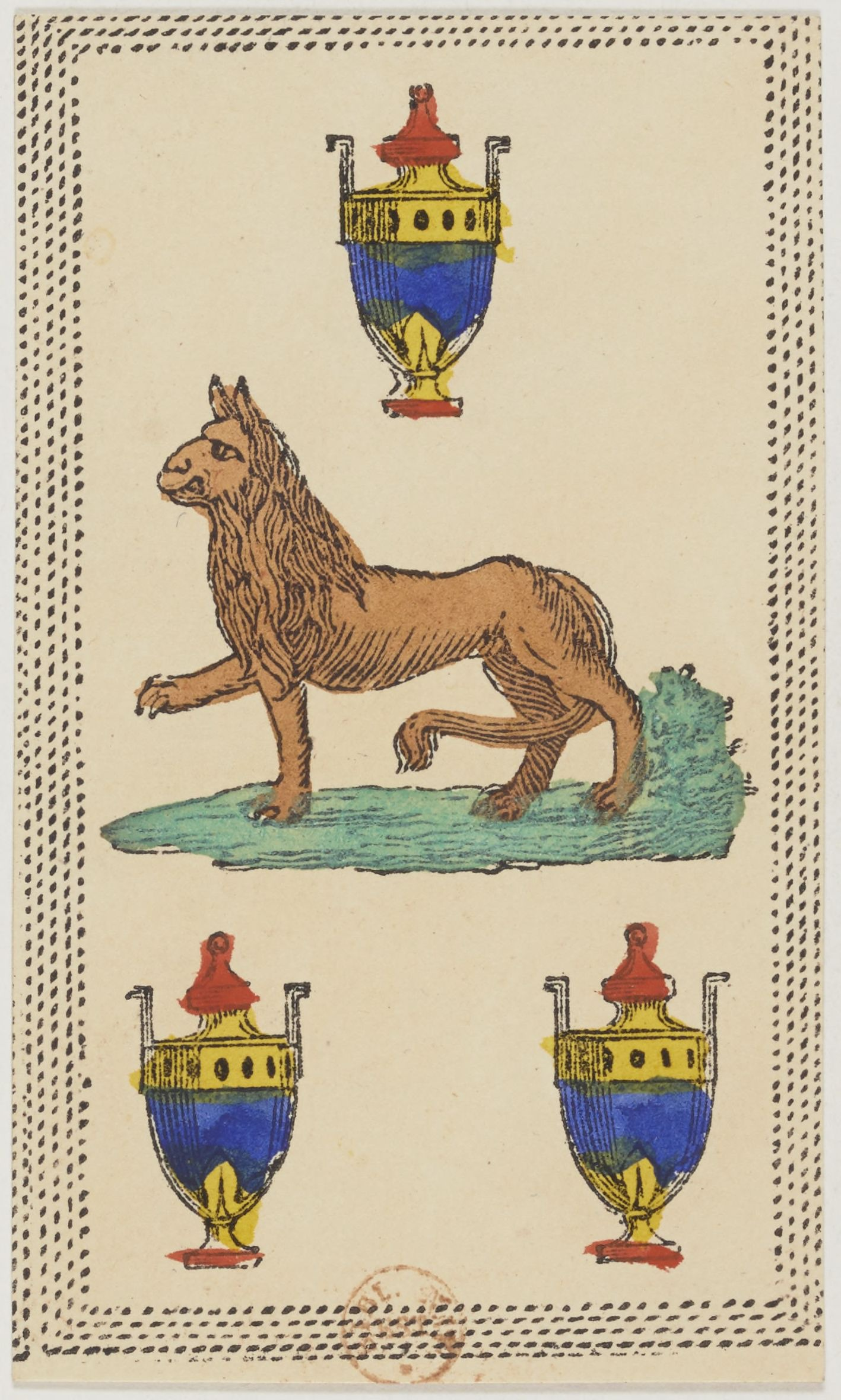
Trójka puszek
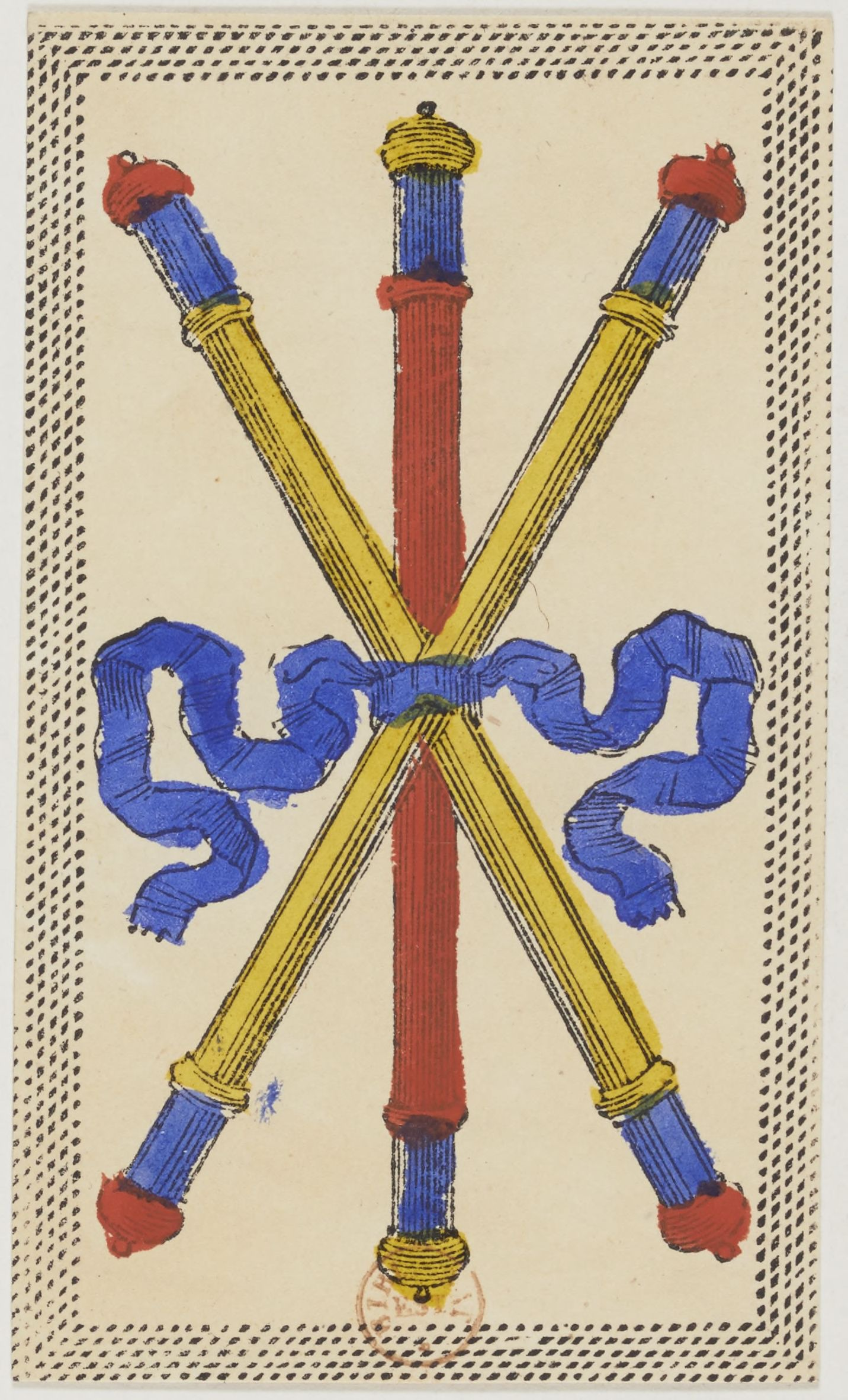
Trójka pałek
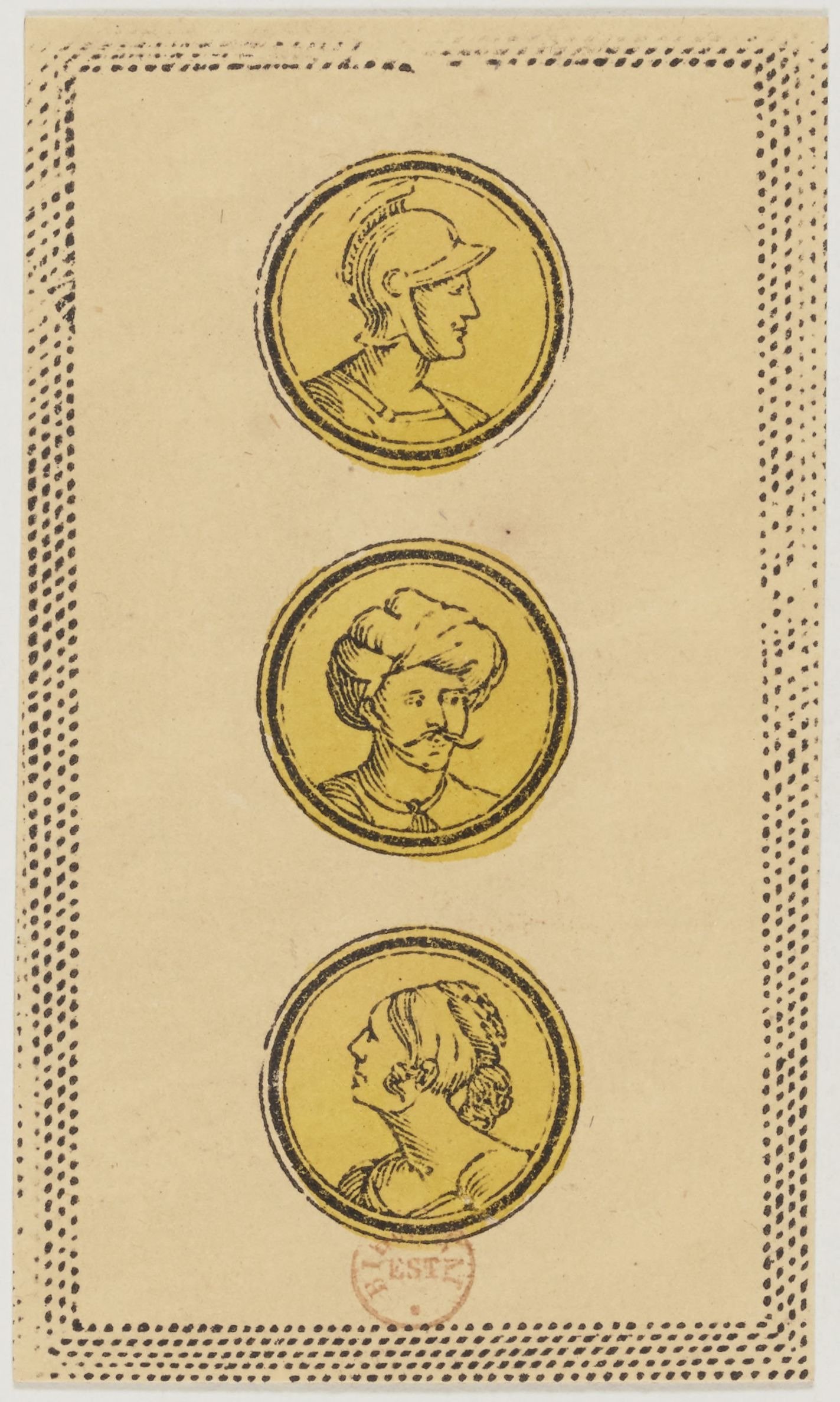
Trójka monet

Talia Bergamo

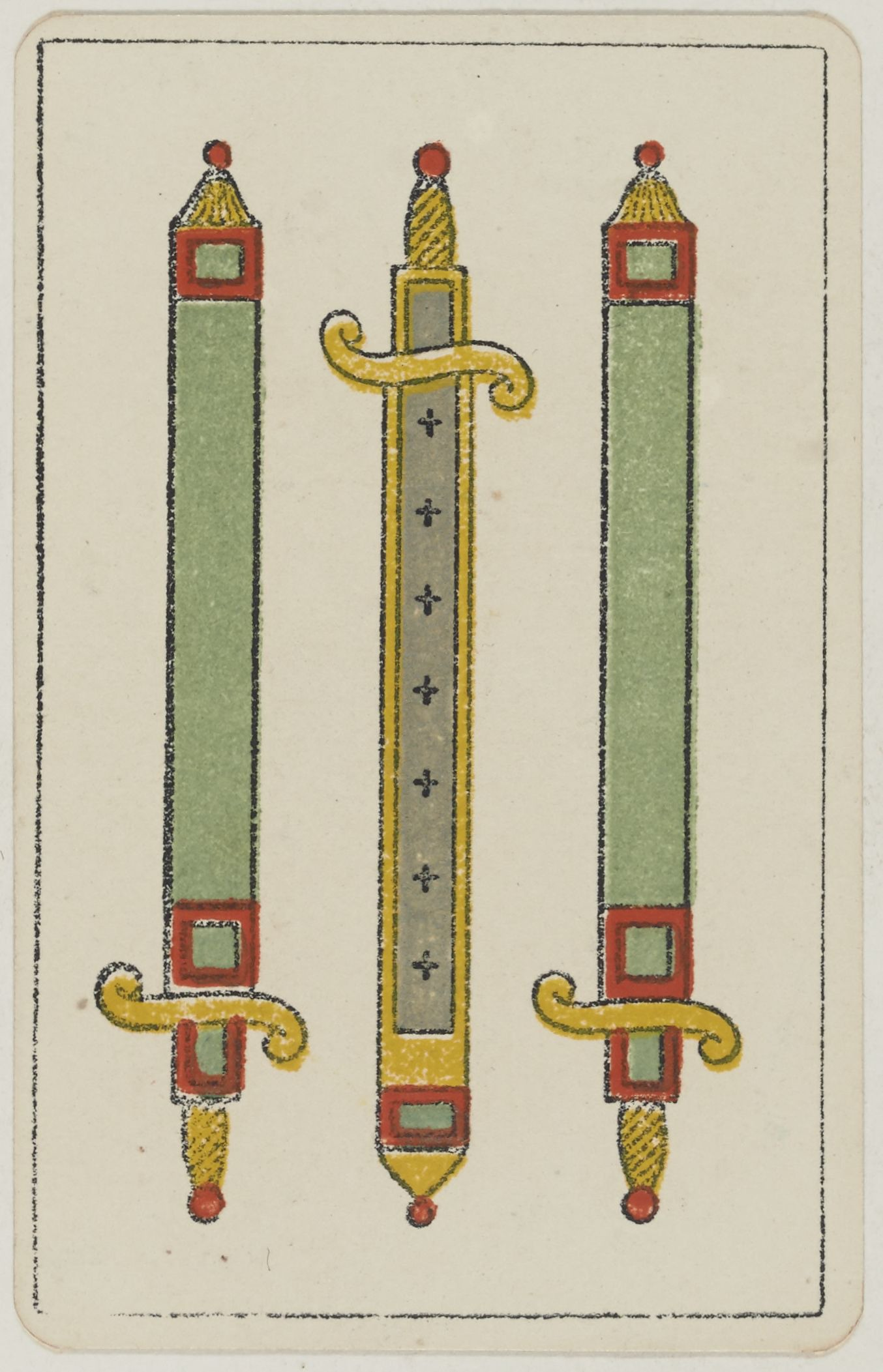
Trójka mieczy
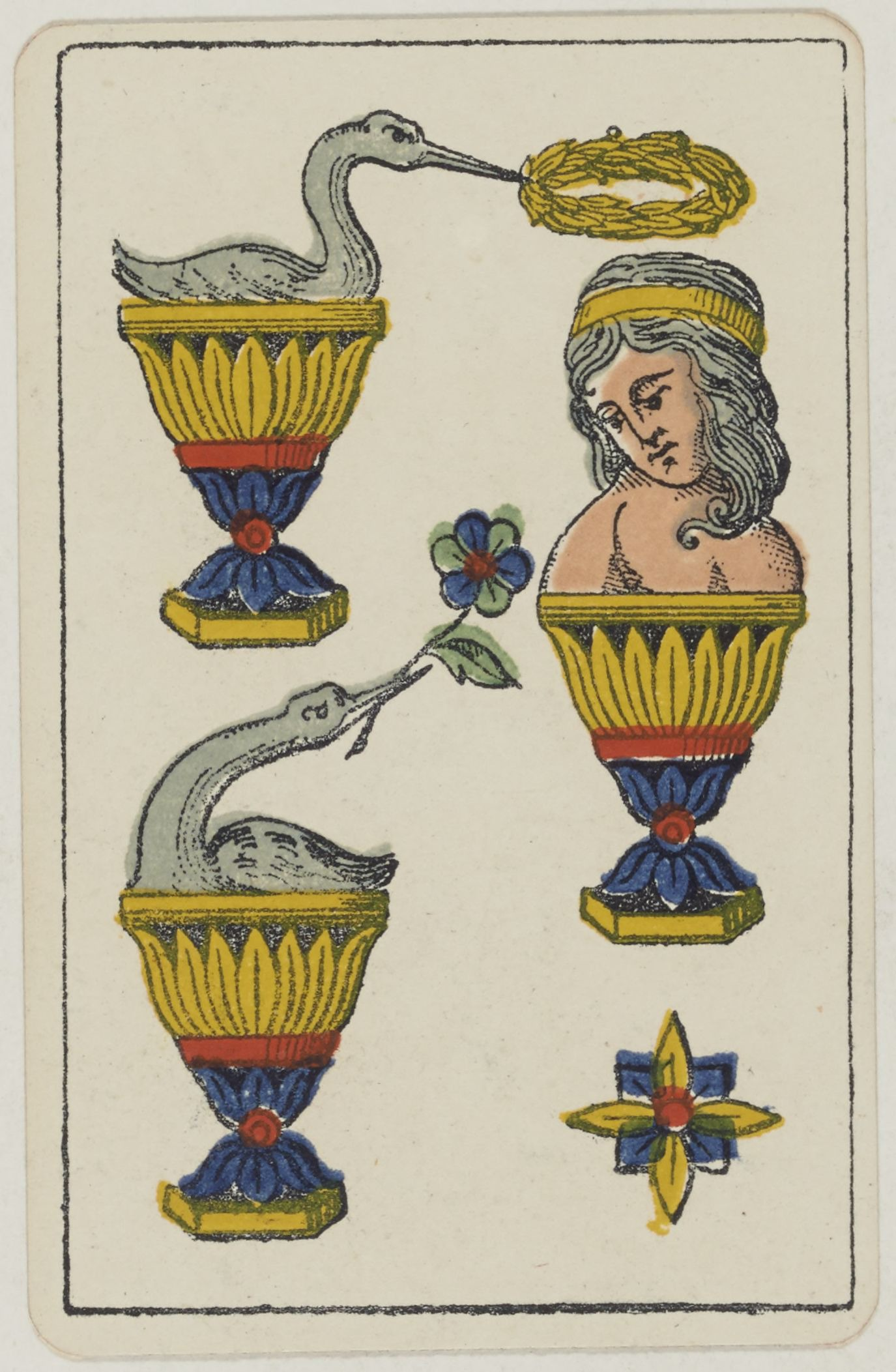
Trójka puszek
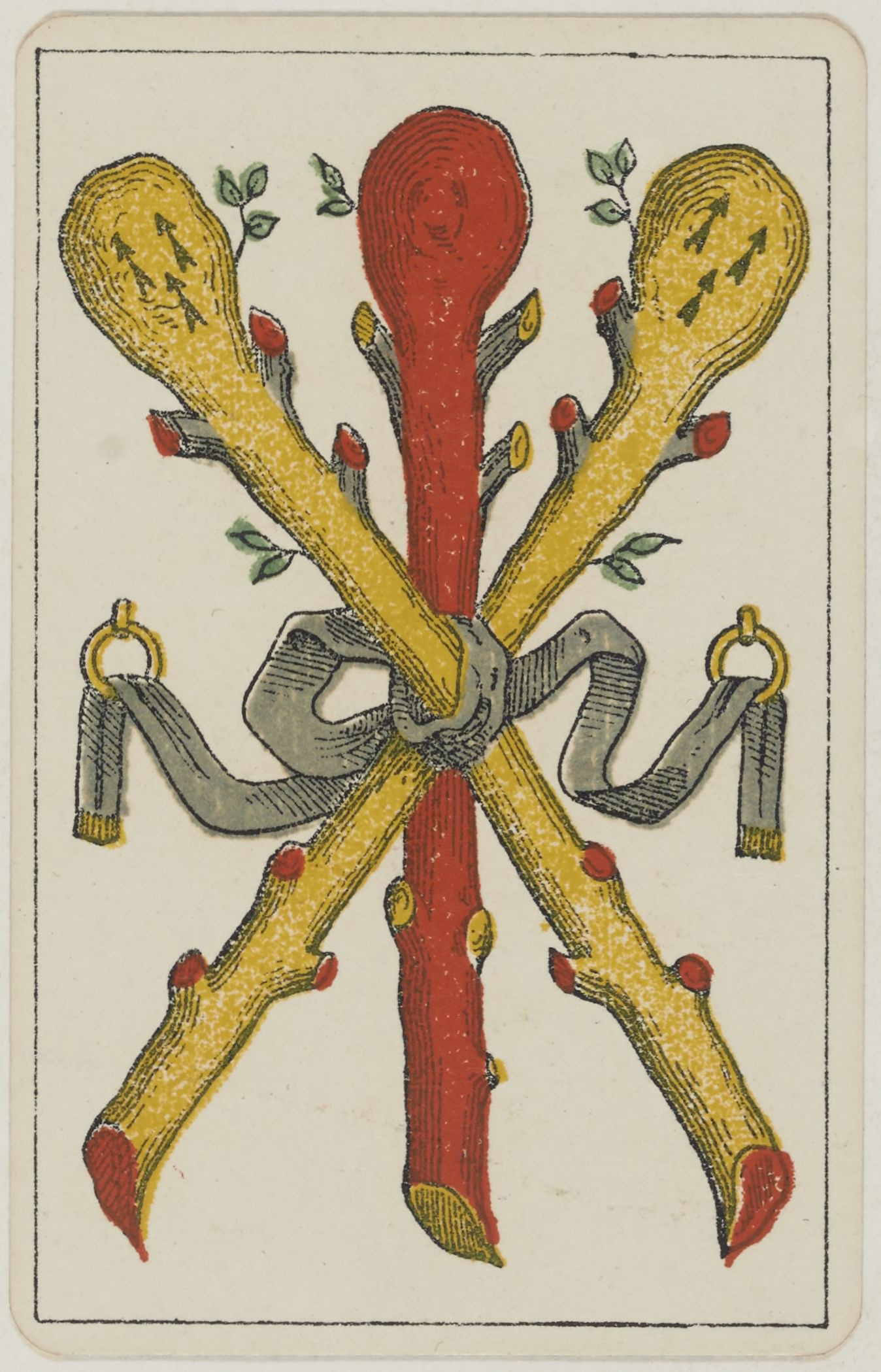
Trójka pałek
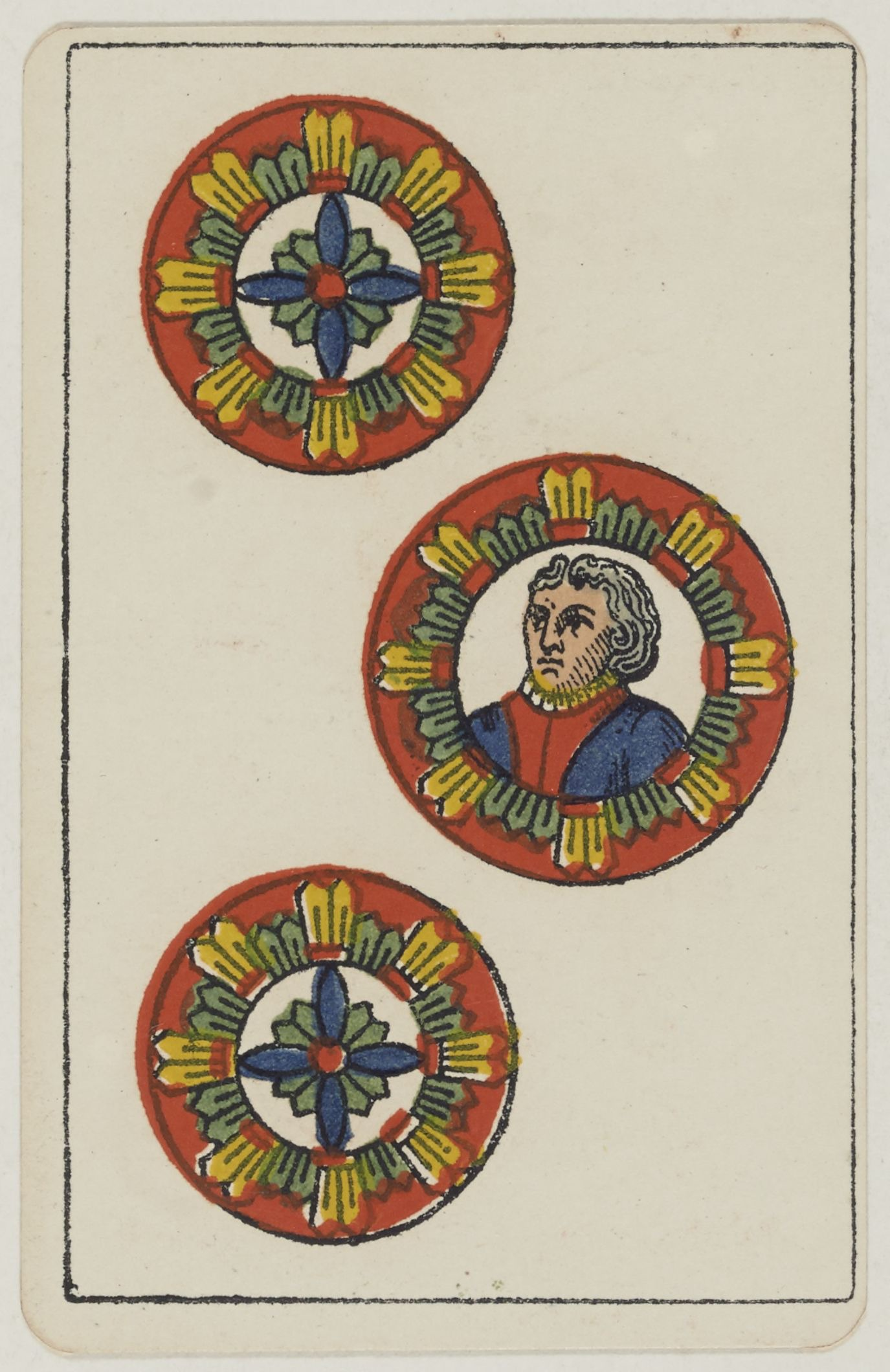
Trójka monet

Talia Aluette i inne wzory o kolorach południowowłoskich i hiszpańskich 

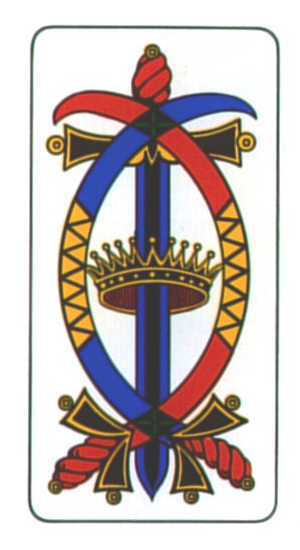
Trójka mieczy
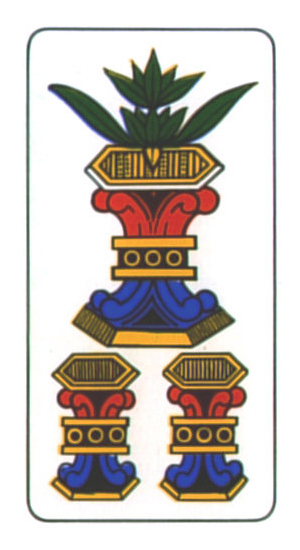
Trójka puszek
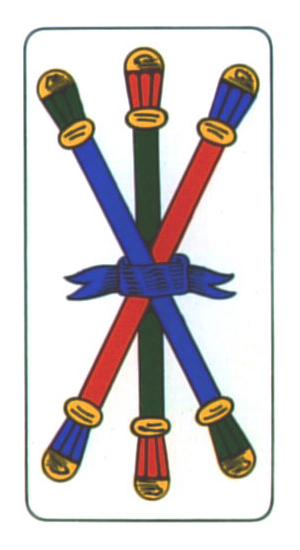
Trójka pałek
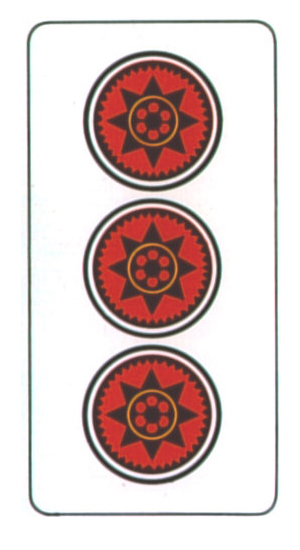
Trójka monet

Wzór neapolitański
- Trójka mieczy
- Trójka puszek
- Trójka pałek
- Trójka monet

Wzór rzymski
- Trójka mieczy
- Trójka puszek
- Trójka pałek
- Trójka monet